# Рингголд (округ)
Рингголд, также Ри́нголд (англ. Ringgold County) — округ в США, штате Айова. На 2000 год численность населения составляла 5469 человек. По оценке бюро переписи населения США в 2009 году население округа составляло 4944 человек. Окружным центром является город Маунт-Эр.

## История
Округ Рингголд был сформирован в 24 февраля 1847 года.

## География
По данными Бюро переписи населения США площадь округа Рингголд составляет 1392 км².

### Основные шоссе
- Шоссе 169
- Автострада 2
- Автострада 25

### Соседние округа
- Юнион (север)
- Декейтер (восток)
- Гаррисон (штат Миссури; юго-восток)
- Уэрт (штат Миссури; юго-запад)
- Тейлор (запад)

## Демография
По данным переписи населения 2000 года в округе проживало 5469 жителей. Среди них 22,1 % составляли дети до 18 лет, 22,8 % люди возрастом более 65 лет. 51,0 % населения составляли женщины.
Национальный состав был следующим: 99,0 % белых, 0,1 % афроамериканцев, 0,2 % представителей коренных народов, 0,2 % азиатов, 0,5 % латиноамериканцев. 0,4 % населения являлись представителями двух или более рас.
Средний доход на душу населения в округе составлял $15023. 16,5 % населения имело доход ниже прожиточного минимума. Средний доход на домохозяйство составлял $36658.
Также 82,8 % взрослого населения имело законченное среднее образование, а 13,4 % имело высшее образование.